# Eumusonia intermedia
Eumusonia intermedia är en bönsyrseart som beskrevs av Toledo Piza 1973. Eumusonia intermedia ingår i släktet Eumusonia och familjen Thespidae. Inga underarter finns listade i Catalogue of Life.